# Валькер, Луиза
Луи́за Ва́лькер (нем. Luise Walker; 9 сентября 1916, Вена — 30 января 1998, там же) — австрийская классическая гитаристка.

## Биография
Учиться играть на гитаре начала с восьми лет у Йозефа Цута, затем в Венском университете музыки у Якоба Ортнера, совершенствовалась у Генриха Альберта и Мигеля Льобета. С 1940 года начала преподавать и активно концертировать по всему миру. Репертуар Валькер включал практически все классические и современные сочинения для гитары, многие из которых она записала на пластинки и компакт-диски. Обладая блестящей техникой и особым, почти оркестровым звучанием инструмента, Валькер пользовалась большим успехом у публики. Помимо сольного репертуара, она также исполняла камерную музыку — квартеты Паганини, трио Шуберта и др.
Наряду с Идой Прести и Марией Луизой Анидо Валькер считается одной из лучших женщин-гитаристов XX века. До преклонного возраста она занималась преподаванием, написала ряд этюдов и учебных пособий.
В 1989 вышла в печать её автобиография «Жизнь с гитарой» (Ein Leben mit der Gitarre).